# 더 보이즈 인 더 보트
"더 보이즈 인 더 보트"(영어: The Boys in the Boat)는 2023년 공개된 미국의 스포츠 드라마 영화이다. 마크 L. 스미스가 각본을 쓰고 조지 클루니가 제작 및 감독을 맡았으며, 대니얼 제임스 브라운이 쓴 2013년 동명의 책을 원작으로 하고 있다. 이 영화는 워싱턴 대학교 조정팀이 1936년 하계 올림픽에 출전하는 이야기로, 조엘 에저턴이 코치 앨 울브릭슨 역을, 캘럼 터너가 조정 선수 조 랜츠 역을 맡았다.

## 배역
- 조엘 에저턴 - 앨 울브릭슨 역
- 캘럼 터너 - 조 랜츠 역
  - 이언 매켈리니 - 늙은 랜츠 역
- 피터 기니스 - 조지 요먼스 포칵 역
- 잭 멀헌 - 돈 흄 역
- 제임스 워크 - 톰 볼스 역
- 해들리 로빈슨 - 조이스 심더스 역
- 코트니 헹겔러 - 헤이즐 울브릭슨 역
- 크리스 디어먼토펄러스 - 로열 브로엄 역
- 샘 스트라이크 - 로저 모리스 역
- 앨릭 뉴먼 - 해리 랜츠 역
- 루크 슬래터리 - 보비 모크 역
- 토머스 엘름스 - 척 데이 역
- 토머스 스티븐 배리 - 존 화이트 역
- 브루스 어벌린얼 - 쇼티 헌트 역
- 윌 코번 - 짐 맥밀린 역
- 조엘 필리모어 - 고디 애덤 역
- 에드워드 베이커덜리 - 벤저민 빌링스 역
- 잭 스태던 - 보 빌링스 역
- 에이드리언 루키스 - 제이 엘리스 역
- 글렌 레이지 - 카이 에브라이트 역
- 쥬다 제임스 - 제시 오언스 역